# Anton Ferdinand
Anton Julian Ferdinand (født 18. februar 1985) er en engelsk Fodboldspiller, der spiller for Southend United. Tidligere har han optrådt for West Ham United i London, Sunderland, Queens Park Rangers og Bursaspor på et lejebasis. Han er bror til tidligere Manchester United-spiller Rio Ferdinand.
Anton Ferdinand spillede 17 kampe for englands U/21 landshold i perioden 2004-2007 det blev dog ikke til nogen mål.